# Bill McCabe
William G. McCabe, kurz Bill McCabe, (* 1956 oder 1957 in Belfast) ist ein irischer Unternehmer. Mit einem Vermögen von über 150 Millionen Euro gehört er zu den reichsten Menschen der Insel.

## CBT Systems, SmartForce
William „Bill“ McCabes Karriere begann 1987 als CEO bei dem IT-Unternehmen CBT Systems (ab 1999: SmartForce). Dieses Unternehmen hatte interaktive Lernsoftware – zunächst zur Benutzung über lokale Netzwerke, später über das Internet – entwickelt und expandierte unter der Leitung von McCabe nach Großbritannien und in die Vereinigten Staaten. Nach einem Umsatzwachstum von weniger als 5 Millionen Euro 1992 auf etwa 20 Millionen Euro brachte McCabe das Unternehmen 1995 als erstes irisches IT-Unternehmen an die NASDAQ. Ende 1996 trat McCabe als CEO zurück, zu diesem Zeitpunkt war CBT Weltmarktführer im Bereich interaktiver Lernsoftware.
Nach McCabes Rücktritt brach der Aktienkurs ein, was ihn 1998 dazu veranlasste, in die operative Führung des Unternehmens zurückzukehren. Zwischen 1998 und 2000 stieg der Kurs von 6 auf 53 Dollar.

## Venture-Capital-Investor
Nach dem Verkauf der Anteile an SmartForce beteiligte sich McCabe über verschiedene Unternehmen am Venture-Capital-Markt. Er ist Chairman des Immobilienfonds LNC Properties, der ein Portfolio im Wert von mehr als 500 Millionen Euro verwaltet; darunter einige Objekte im Zentrum Londons, in Irland, Großbritannien, Kontinentaleuropa und Südafrika. In Deutschland ist er durch den Erwerb der Waterfront Bremen bekannt geworden. Zudem ist er Chairman der Oyster Environmental Ltd., welche das Biokraftstoff-Unternehmen Bedminster International mehrheitlich besitzt, sowie Director und Aktionär der Parthus Technologies (später CEVA Inc.). Weiterhin ist er an der Advanced Environmental Solutions Ltd., einem irischen Entsorgungsunternehmen, mit 15 Millionen Euro beteiligt.